# Limnophora transversalis
Limnophora transversalis är en tvåvingeart som beskrevs av Zielke 1971. Limnophora transversalis ingår i släktet Limnophora och familjen husflugor. Inga underarter finns listade i Catalogue of Life.